# هوغو خوسيه خورخي أونيل
هوغو خوسيه خورخي أونيل (بالبرتغالية: Hugo José Jorge O'Neill‏) هو ضابط برتغالي، ولد في 7 يونيو 1874 في لشبونة في البرتغال، وتوفي في 30 مارس 1940 في بالملا ‏ في البرتغال.